# Saint-Martin-des-Champs (Cher)
Saint-Martin-des-Champs is een gemeente in het Franse departement Cher (regio Centre-Val de Loire) en telt 331 inwoners (1999). De plaats maakt deel uit van het arrondissement Bourges.

## Geografie
De oppervlakte van Saint-Martin-des-Champs bedraagt 18,6 km², de bevolkingsdichtheid is 17,8 inwoners per km².
De onderstaande kaart toont de ligging van Saint-Martin-des-Champs (Cher) met de belangrijkste infrastructuur en aangrenzende gemeenten.

## Demografie
Onderstaande figuur toont het verloop van het inwonertal (bron: INSEE-tellingen).